# 准噶尔繁缕
准噶尔繁缕（学名：Stellaria soongorica）是石竹科繁缕属的植物。分布于哈萨克、俄罗斯以及中国大陆的新疆等地，生长于海拔1,600米至3,460米的地区，多生长于云杉林缘、灌丛或草坡，目前尚未由人工引种栽培。